# Abadía de Rufford
La Abadía de Rufford (en inglés: Rufford Abbey es una finca en "Rufford, Nottinghamshire", Inglaterra, a 2 millas (4 km) al sur de Ollerton. Originalmente una abadía cisterciense, se convirtió en una casa de campo en el siglo XVI de 150 acres de parque y bosque, están abiertos al público como "Rufford Country Park". Parte del parque es una Reserva natural local.

La casa en sí está construida con escombros, ladrillo, piedra labrada y sillar con revestimientos de sillar y techos de tejas lisas. Está catalogado como de Grado I y está enlistado como Monumento Antiguo.

## La Fundación Monástica
La abadía en sí fue fundada por "Gilbert de Gant, conde de Lincoln", el 12 de julio de 1147, y poblado con monjes Cistercienses de la Abadía de Rievaulx en Yorkshire.
El papa inglés, Adriano IV dio la bendición para la abadía en 1156, después de lo cual las tierras de la abadía se expandieron y los aldeanos de Cratley, Grimston, Rufford y Inkersall fueron desalojados. Un nuevo pueblo de Wellow, Nottinghamshire, a las afueras de la finca, albergaba a algunas de las personas desplazadas.
Después de su disolución, la abadía se ganó la reputación de estar perseguida por el espectro de un monje gigante que llevaba una calavera.

## Abades de Rufford
- Philip de Kyme, temp. Stephen
- Edward, 1203
- Geoffrey, c. temp. John, 1218, &c.
- Thomas
- Simon, c. 1232
- G—, c. 1239
- Geoffrey, c. 1252
- William, c. 1259
- Henry, 1278
- Thomas de Stayngreve, c. 1283
- Henry, c. 1288
- Henry de Tring, c. 1315
- Elias Lyvet (Levett), c. 1332ref[7]
- Robert de Mapelbek, 1352
- Thomas, 1366
- John de Harlesay, 1372
- John de Farnsfeld, 1394
- Thomas Sewally, c. 1400
- Robert de Welles, 1421
- Robert Warthill, died 1456
- William Cresswell, 1456
- John Pomfrat, died 1462
- John Lilly, 1462
- John Greyne, 1465
- Roland Bliton, 1516
- Thomas Doncaster, último Abad

## Finca señorial

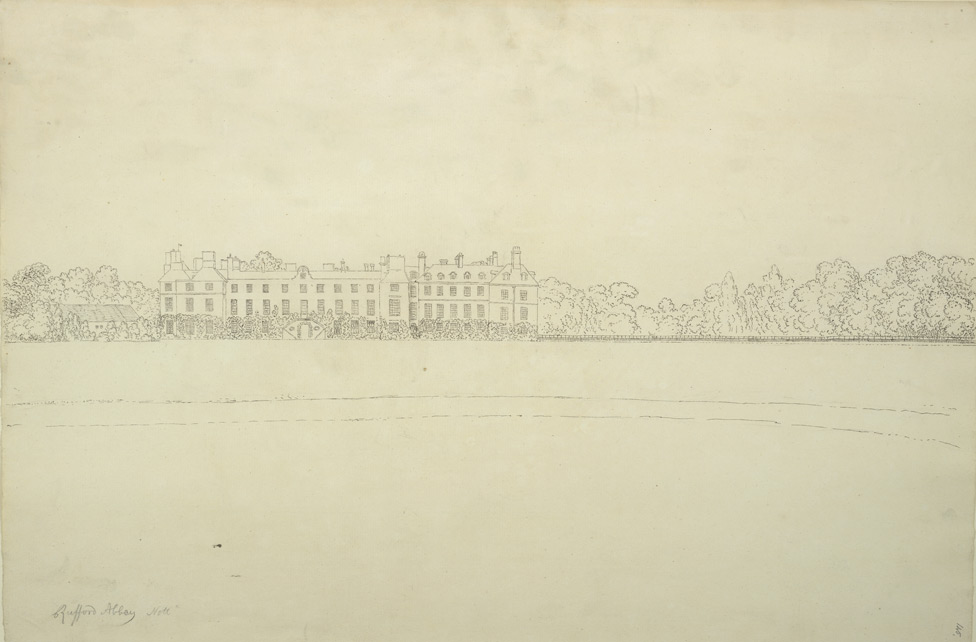
Dibujo a tinta sobre papel de Rufford Abbey, Samuel Hieronymus Grimm, 1773.

La finca fue concedida a George Talbot, IV conde de Shrewsbury. Fue demolido en parte y convertido en una casa de campo entre 1560 y 1590 por George Talbot, VI conde de Shrewsbury).
La finca fue heredada en 1626 por Mary Talbot, hermana del séptimo y octavo condes, de quien pasó a su marido, Sir George Savile, segundo baronet. Remodeló la casa en 1685-1695. "Sir William Savile, III baronet", el sucesor de George, hizo de Rufford Abbey la sede de la familia Savile después de que incendió la casa original de los Saviles para evitar que fuera ocupada por una guarnición parlamentaria durante la Guerra Civil, pero fue asesinado en acción en 1644. Luego fue habitado por su hijo, el "George Savile, I marqués de Halifax", el Lord del Sello Privado, que murió en 1695. En 1679, construyó un nuevo ala norte en el sitio de la iglesia abacial, que contiene salas de recepción y una galería larga. También construyó el gran establo a la derecha de la casa. El ala de servicio sobreviviente (actualmente utilizada como oficinas) también fue agregada por los Savilés en el siglo XVII.